# Jules Grévy
François Paul Jules Grévy (15 august 1807, Mont-sous-Vaudrey, departamentul Jura — 9 septembrie 1891) a fost un avocat francez și om politic. A fost președinte al Franței din 1879 până în 1887.